# Citigroup
Citigroup Inc. или само Citi (стилизирано като citi) е американска мултинационална инвестиционна банка и корпорация за финансови услуги, регистрирана в Делауеър и със седалище в Ню Йорк. Компанията е създадена чрез сливането на Citicorp, банковата холдингова компания на Citibank, и Travelers през 1998 г.; Travellers се отделя от компанията през 2002 г.
Citigroup е третата по големина банкова институция в Съединените щати по активи; заедно с JPMorgan Chase, Bank of America и Wells Fargo, тя е една от четирите най-големи банкови институции в Съединените щати. Тя се счита за системно важна банка от Съвета за финансова стабилност и обикновено се цитира като твърде голяма, за да фалира. Това е една от осемте глобални инвестиционни банки в групата банки Bulge Bracket. Citigroup е на 36-о място в класацията Fortune 500 и е класирана под номер 24 в Forbes Global 2000 за 2023 г.
Citigroup оперира с две основни подразделения: Institutional Clients Group (ICG), която предлага инвестиционно банкиране и корпоративни банкови услуги, както и решения за трезори и търговия (TTS) и услуги за ценни книжа, такива като депозитарно банкиране; и персонално банкиране и управление на активи (PBWM), което включва Citibank, банка за търговия на дребно, третият по големина издател на кредитни карти, както и нейния отдел за управление на активи. Компанията също така управлява банкови филиали в няколко държави; обаче е в процес на излизане от повечето си международни операции. Но City планира да стартира звено за инвестиционно банкиране в Китай в рамките на 12 до 18 месеца през 2024 г. Компанията вече е наела главен изпълнителен директор, финансов директор и директор по съответствието през януари, а до края на годината ще наеме още 30 служители.

## История
Citigroup е създадена на 8 октомври 1998 г. след сливането на Citicorp, банковата холдингова компания за Citibank, и Travelers, за да се създаде най-голямата организация за финансови услуги в света.

## Дейност
Основни подразделения на Citigroup:
Global Consumer Banking – банкиране на дребно и услуги за кредитни и дебитни карти; основният пазар е Северна Америка (САЩ и Канада), генериращ 20,5 млрд. щ.д. от 30 млрд. щ.д. приходи на подразделението, също оперира в Латинска Америка (главно Мексико) и Азия; има 689 клона в САЩ, те са разположени в големите градове (Ню Йорк, Чикаго, Маями, Вашингтон, Лос Анджелис и Сан Франциско); много повече клонове в Мексико (1463); общо 2650 клона в 19 държави; по-голямата част от приходите идват от работа с карти (18,3 млрд. щ.д.); активите възлизат на 433,6 млрд. щ.д., депозитите са 344,5 млрд. щ.д.
Institutional Clients Group – обслужваща корпорации, правителства и финансови институции; оперира в четири региона: Северна Америка (17,2 млрд. щ.д. приходи), Европа, Близкия изток и Африка (12,8 млрд. щ.д.), Азия (9,4 млрд. щ.д.) и Латинска Америка (4,8 млрд. щ.д.); това подразделение представлява по-голямата част от активите (1,73 трлн. от 2,26 трлн. щ.д.) и повече от две трети от приетите депозити (924 млрд. щ.д.).
Corporate/Other – разходи за поддръжка на корпоративния център, неосновни активи, направления в етап на ликвидация; от 2017 г. това включва дейността на Citi Holdings, дотогава независимо подразделение.